# Liste von Granitsorten

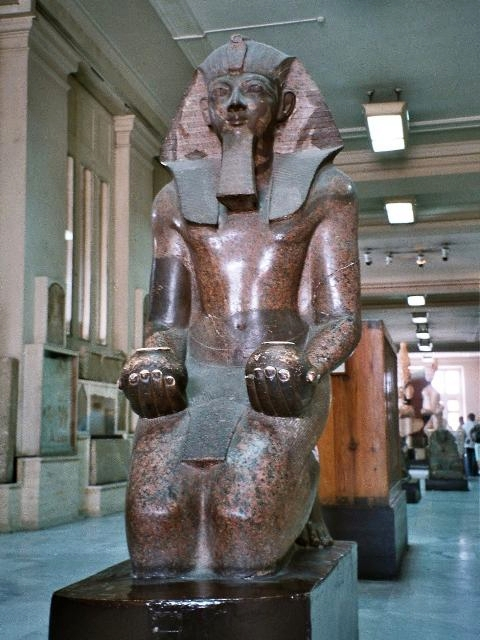
Hatschepsut-Statue aus Assuan-Granit (auch Rosengranit genannt)

In diese Liste sollten nur Granite eingetragen werden, die wirtschaftlich als Naturstein genutzt wurden bzw. genutzt werden. Zur besseren Übersicht wurden die Granodiorite, die die Bezeichnung Granit im Handelsnamen tragen, in diese Liste eingetragen und zusätzlich gesteinskundlich (in Klammern) eingeordnet. Hinsichtlich ihrer technischen Eigenschaften und Verwendung sind die Unterschiede zwischen Graniten und Granodioriten vernachlässigbar.

## Ägypten
- Assuan-Granit: bei Assuan

## China
- Padang: bei Shijing, Provinz Fujian

## Deutschland

### Bayern

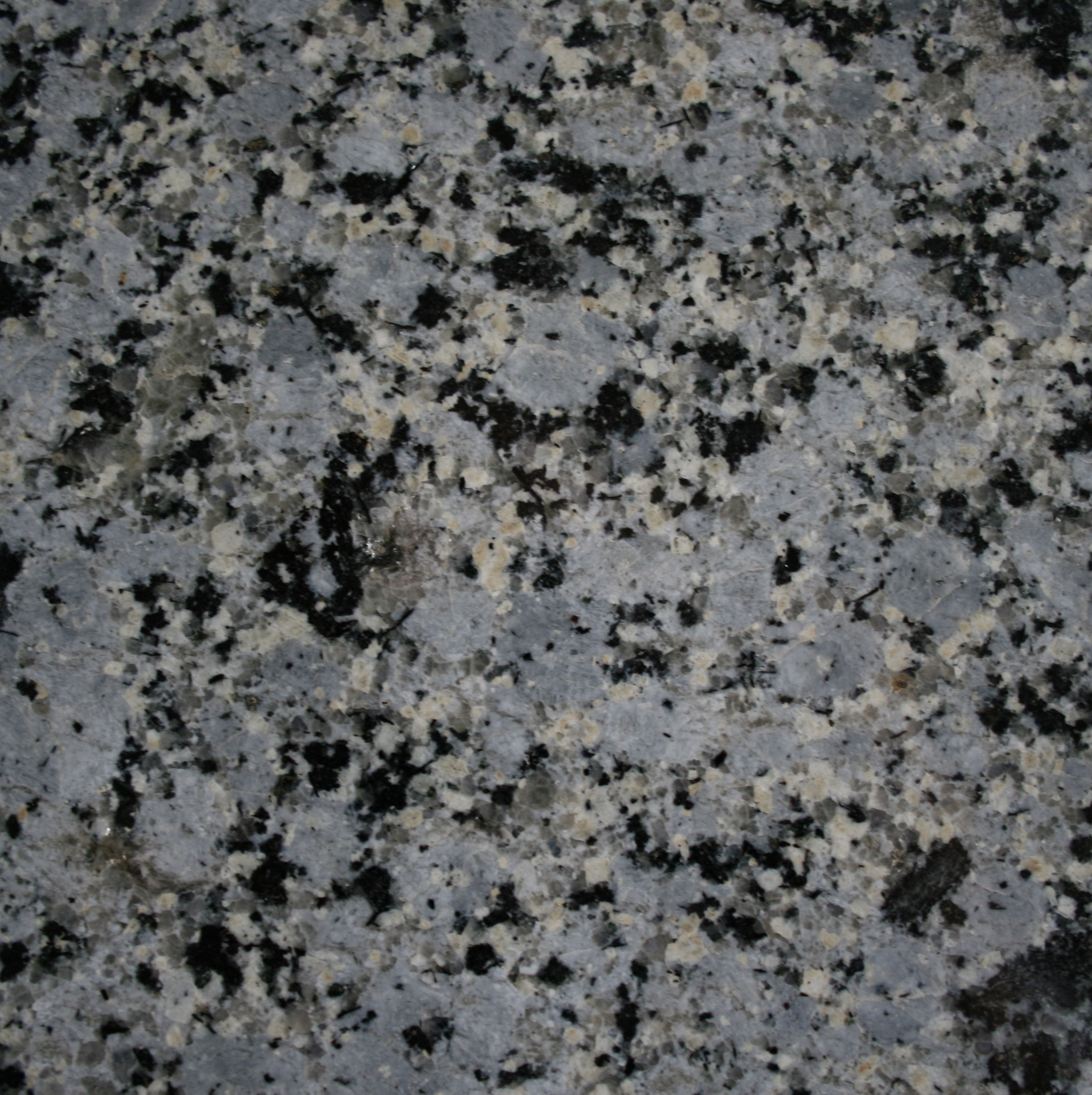
Kösseine-Granit, polierte Oberfläche

- Epprechtstein-Granit: bei Epprechtstein, Fichtelgebirge
- Flossenbürger Granit: bei Flossenbürg, Oberpfälzer Wald
- Hauzenberger Granit (es kommen zwei Granittypen und ein Granodiorit vor): bei Hauzenberg, Bayerischer Wald
- Tittlinger Granit: bei Tittling, Bayerischer Wald
- Kösseine-Granit: bei Schurbach und Kleinwendern, Fichtelgebirge
- Liebensteiner Eisgranit: bei Liebenstein, Oberpfälzer Wald

### Baden-Württemberg
- Forbachgranit: u. a. bei Bühlertal, Forbach und Calw

### Sachsen
- Auer Granit: bei Aue
- Bergener Granit: bei Bergen und Trieb
- Blauenthaler Granit: in Blauenthal
- Eibenstocker Granit: Felsengruppen bei Eibenstock
- Kapellenberggranit: bei Schönberg
- Kirchberger Granit: bei Kirchberg
- Königshainer Granit: in den Königshainer Bergen bei Görlitz
- Lausitzer Granit (ein Granodiorit): bei Bischofswerda, Demitz-Thumitz, Kamenz, Königsbrück und weiteren Orten
- Meißner Granit: in Meißen
- Mittweidaer Granit: bei Mittweida und weiteren Orten
- Schreiersgrüner Granit: in Schreiersgrün
- Zschorlauer Granit: bei Zschorlau

### Sachsen-Anhalt
- Birkenkopf-Granit: bei Wernigerode-Hasserode, Harz
- Knaupsholz-Granit: bei Drei Annen Hohne/Schierke, Harz
- Ilsestein-Granit: bei Thale, Harz

### Niedersachsen
- Königskopf-Granit: bei Königskrug, Harz
- Wurmberg-Granit: bei Schierke/Braunlage, Harz

### Odenwald
- Trommgranit
- Heidelberger Granit

## Finnland

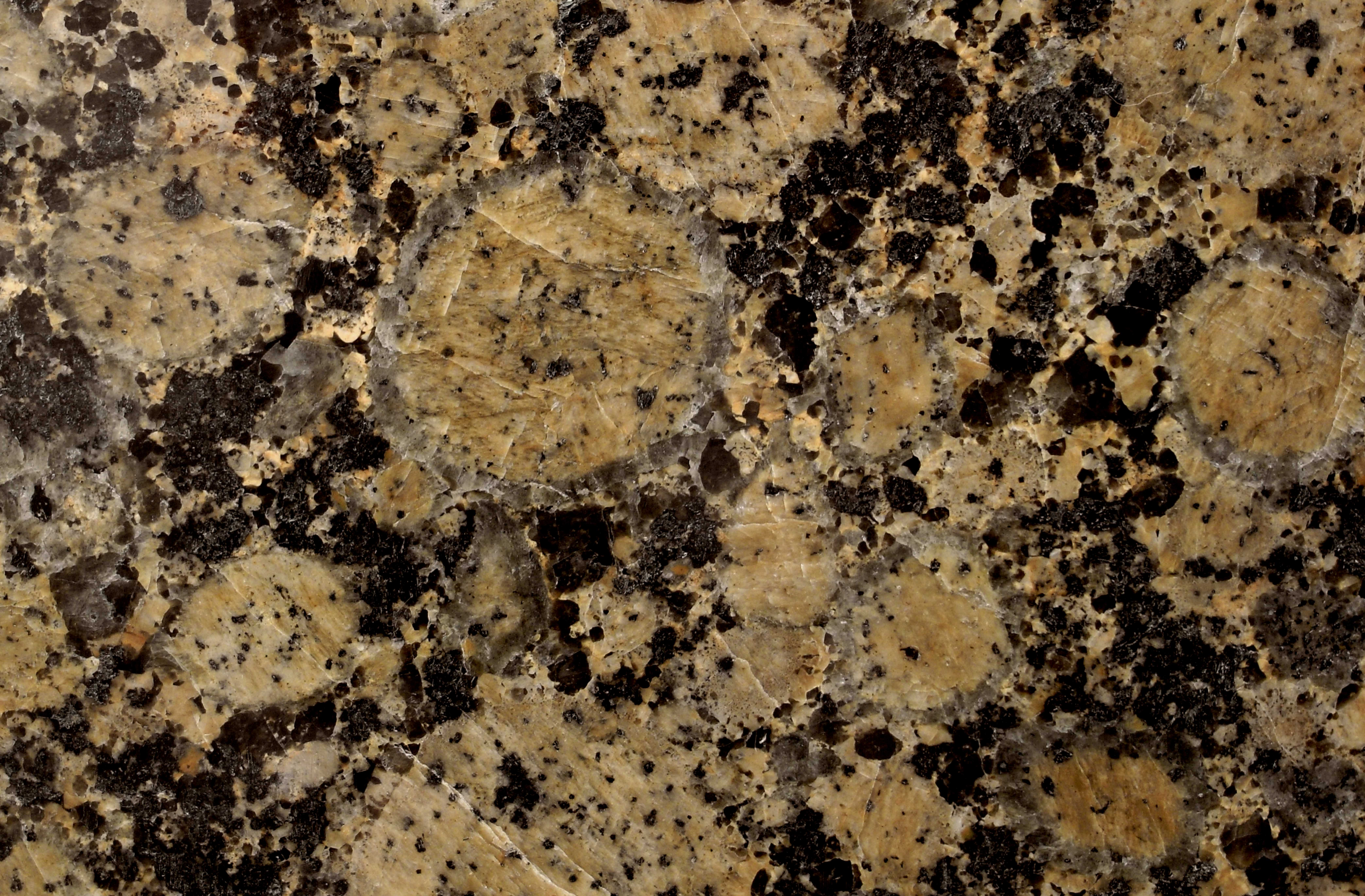
Poliertes Muster von Baltik Braun

- Balmoral: bei Taivassalo und Vehmaa
- Baltik Braun: bei Ylämaa, Hamina
- Baltik Rot bei Ruotila und Sippola, Hamina

## Frankreich
- Côte de Granit Rose: bei Paimpol und Trébeurden, Bretagne

## Italien
- Bianco Sardo: bei Buddusò, Olbia-Tempio, Sardinien
- Brixner Granit (ein Granodiorit): bei Brixen, Südtirol
- Rosa Sardo: bei Tempio Pausania, Olbia-Tempio, Sardinien

## Norwegen
- Fjære-Granit: bei Grimstad

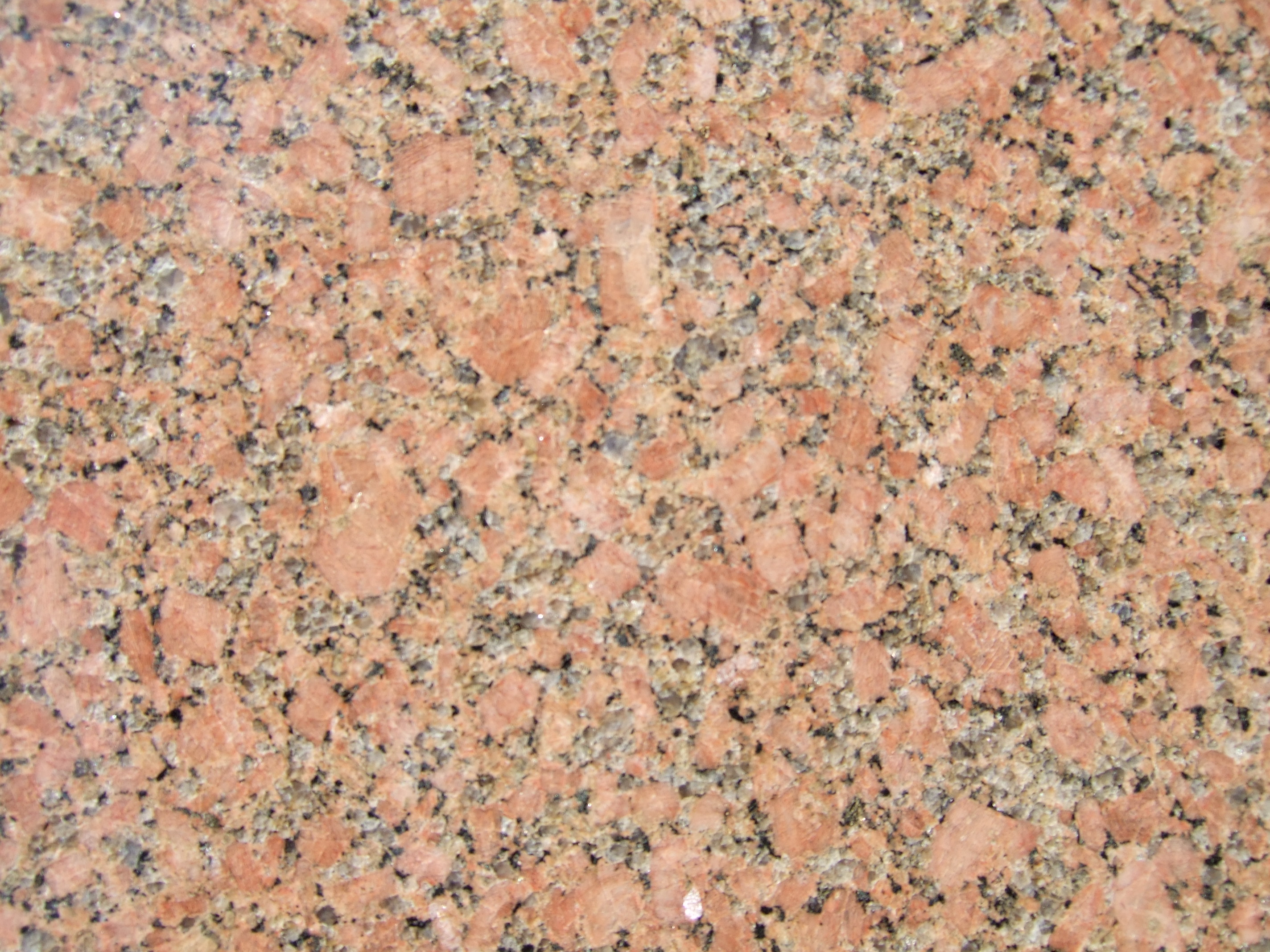
Polierte Musterplatte des Fjære-Granits

- Iddefjord-Granit: bei Halden, Østfold

## Österreich
- Mauthausner Granit: bei Mauthausen, Oberösterreich

## Polen
- Strehlener Granit: bei Strzelin, Woiwodschaft Niederschlesien

## Portugal

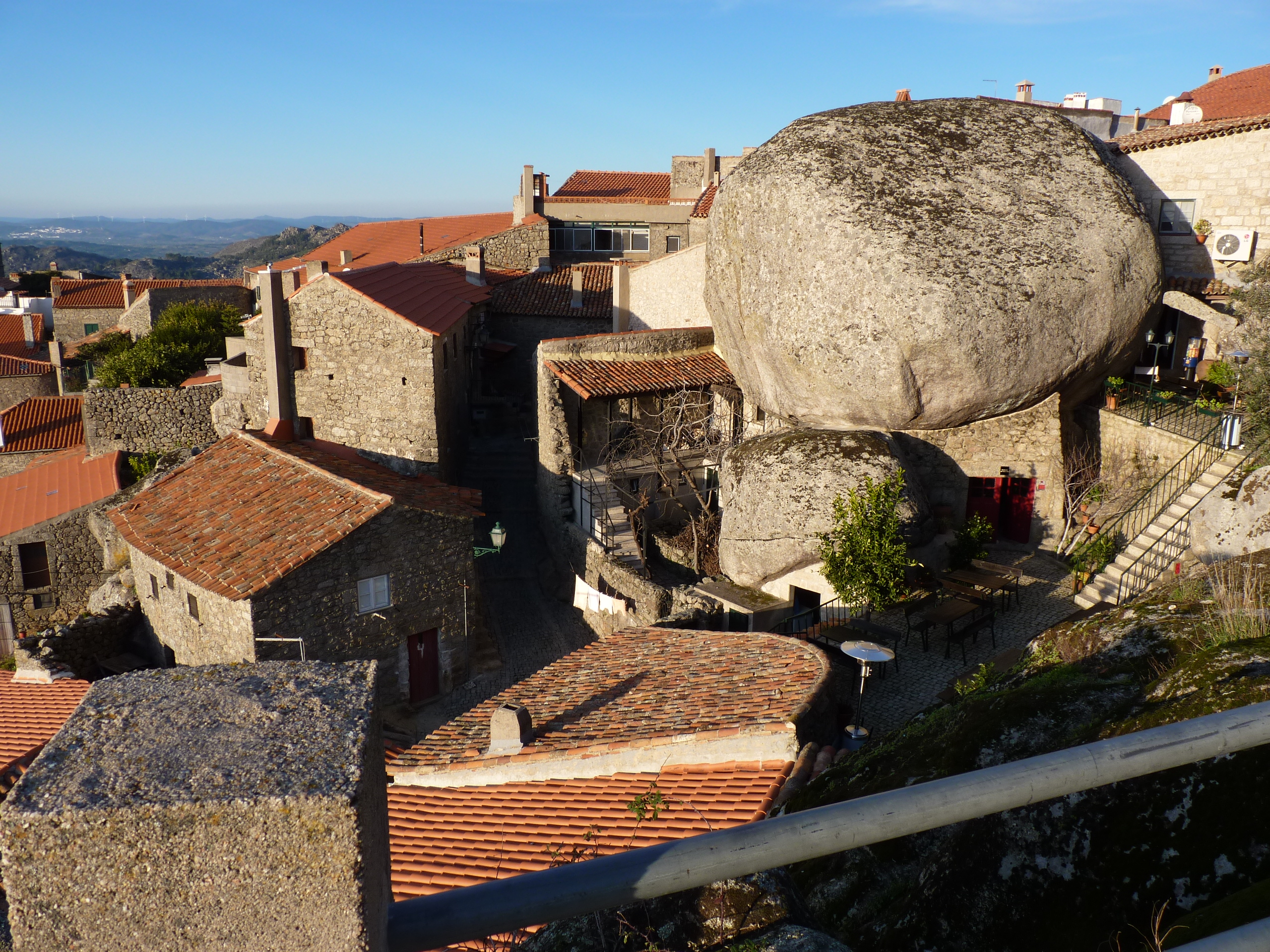
Das granitene Dorf Monsanto

- Amarelo de São Martinho: beiger Granit
- Amarelo de Figueira: beiger Granit
- Azul de Alpalhão: grauer Granit aus Alpalhão
- Azul Transmontano: grauer Granit aus der Region Trás-os-Montes
- Azulalia: grauer Granit
- Branco Ariz: grauer Granit
- Branco Caravela: grauer Granit
- Branco Coral: grauer Granit
- Branco de Alcains: grauer Granit aus Alcains
- Branco de Cardoso: grauer Granit
- Branco do Porto: grauer Granit aus dem Großraum Porto
- Branco Vimieiro: weißer Granit
- Cinzento de Antas: grauer Granit
- Cinzento de Cinfães: grauer Granit aus Cinfães
- Cinzento Évora: grauer Granit aus der Region Évora
- Cinzento Sta. Eulalia: grauer Granit
- Cristal Amarelo (auch Amarelo Cristal und Guimarães Amarelo): gelber Granit aus der Region Guimarães
- Cristal Azul (auch Cristal Branco, Cristal Cinza, Grande Cristal, Guimarães Cinza): grauer Granit aus der Region Guimarães
- Forte Rosa: rosa Granit
- Isidora: grauer Granit
- Jane: grauer Granit
- Monforte (auch Monforte San Andre, Rosa Monforte, San Andre): rosa Granit aus Monforte
- Pedras Salgadas (auch Branco Castelo, Branco Iberico, Cinzento): grauer Granit aus Bragado
- Preto Évora: grauer Granit aus Évora
- Robrato (auch Porfiro Ácido Robrato): rosa Granit
- Rosa Coral: rosa Granit
- Rosa de Arronches: rosa Granit aus Arronches
- Rosa Faro: rosa Granit
- Rosa Minho (Rosa Covide, Rosa do Minho, Cristal Rosa, Rosa Monção, Rosa Salmão, Rosa Salmon, Rose de Covide): rosa Granit aus Taias
- Rosa Santa Eulalia: rosa Granit

## Schweden

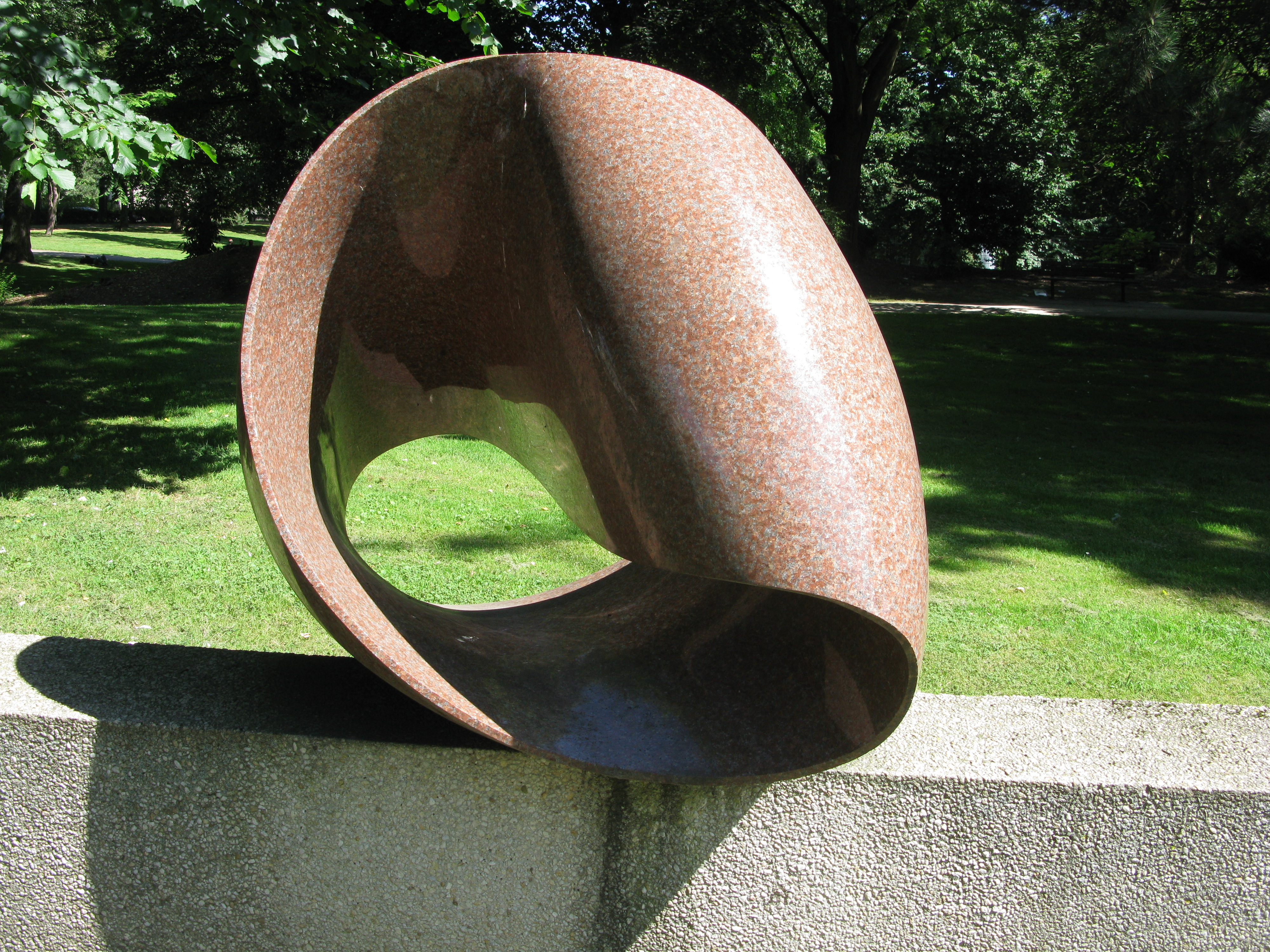
Unendliche Schleife von Max Bill aus Tranås-Granit – Möbius-Band

- Bohus: zahlreiche Brüche in der Region Bohuslän
- Gotenrot: Askaremåla und Götebo, Småland
- Quimbra: bei  Oskarshamn und Västervik, Småland
- Tranås (Granit): Tranås und Eksjö
- Vånevik-Granit: Vånevik

## Spanien
- Azul d’Aran
- Azul Platino
- Rosa Mondariz
- Rosa Porriño

## Tschechien
- Friedeberger Granit: bei Žulová
- Hlinecker Granit (Granodiorit), bei Hlinsko
- Liberecer Granit, bei Liberec
- Mrákotíner Granit, bei Mrákotín u Telče
- Požárer Granit, bei Požáry
- Sedlčaner Granit (Granodiorit), bei Sedlčany

## Ukraine

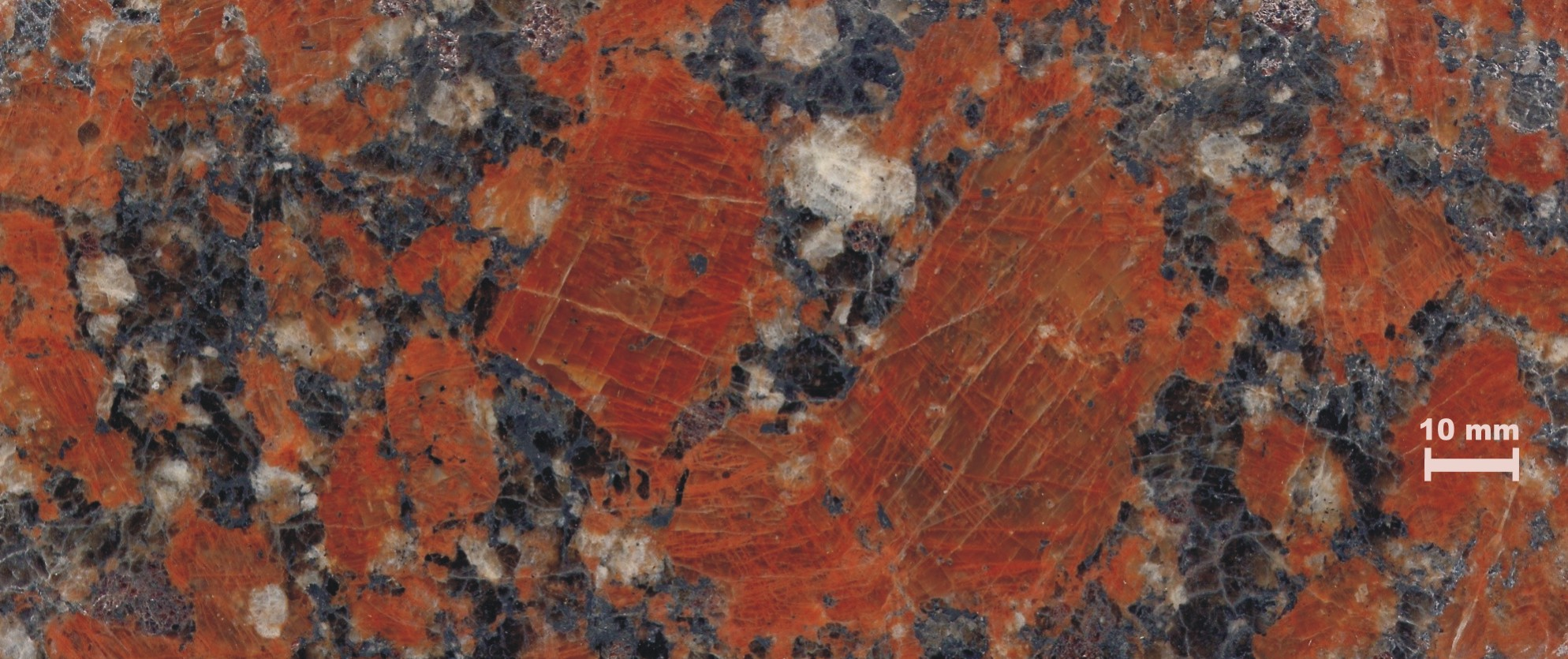
Kapustino, Granit aus der Ukraine

- Kapustino: Nowoukrajinka, Oblast Kirowohrad

## Vereinigte Staaten
- Bethel White, in Bethel, Bundesstaat Vermont